# Діонісій Раллі Палеолог
Діонісій Раллі Палеолог (?, Крит — після 28 грудня 1620, Прага) — церковний та культурний діяч.
За походженням грек, народився на острові Крит. Освіту здобув у Римі. За вказівкою папи Григорія XIII близько 1578—1579 рр. привіз з Рима до Острога список Біблії. В цей час був архієпископом кізікійським. Очевидно, брав участь у підготовці до видання Острозької Біблії, з 1585 — архієпископ Тирпівський (Болгарія), один із організаторів антиосманського повстання 1598  року. У 1590—1592 роках мешкав у Львові, де допомагав місцевому Успенському братству з виданням книг та налагодженню роботу братської школи. З 1600 року — митрополит, предстоятель Румунської православної церкви.